# Серж Мілано
Серж Мілано (люксемб. Serge Milano; народився 7 січня 1985) — люксембурзький хокеїст, захисник. 
Виступав за «Торнадо Люксембург» та  німецькі клуби четвертих, п'ятих дивізіонів.
У складі національної збірної Люксембургу учасник чемпіонатів світу 2002 (дивізіон II), 2003 (дивізіон III), 2004 (дивізіон II), 2005 (дивізіон III), 2006 (дивізіон III), 2007 (дивізіон III), 2008 (дивізіон III) і 2010 (дивізіон III). У складі молодіжної збірної Люксембургу учасник чемпіонатів світу 2001 (дивізіон IIIQ) і 2003 (дивізіон III). У складі юніорської збірної Люксембургу учасник чемпіонатів світу 1999 (дивізіон II) і 2000 (дивізіон II).

## Досягнення
- Срібний призер чемпіонату світу 2003 (дивізіон III)
- Бронзовий призер чемпіонату світу 2005 (дивізіон III)
- Бронзовий призер чемпіонату світу 2007 (дивізіон III)
- Бронзовий призер чемпіонату світу 2008 (дивізіон III)
- Бронзовий призер чемпіонату світу 2010 (дивізіон III, група А)